# Оксосполука
| Оксосполуки                                     |
| Циклогексанон                                   |
| Циклогексанон, кетон                            |
| Диметилсульфоксид                               |
| диметилсульфоксид, сульфоксид.                  |
| Метилгліоксаль                                  |
| Метилгліоксаль (2-оксопропаналь), оксоальдегід. |
| Вуглекислий газ                                 |
| Вуглекислий газ, оксокарбон.                    |

О́ксосполу́ка — хімічна сполука, що містить атом О, подвійно зв‘язаний з вуглецем або іншим елементом (=О). Це може бути альдегід, карбонова кислота, кетон, сульфонова  кислота, амід, естер. Для зазначення того, що =О є частиною кетонної структури, інколи вживають кето- як префікс, але така назва залишена IUPAC для окремих сполук. Традиційно "кето" вживається для позначення оксидації СНОН до С=О в родоначальній сполуці, яка містить ОН групи, як карбогідрати. Пр., кетоальдонові (англ. ketoaldonic) кислоти, кетоальдози.